# Pusztaszabolcs
Pusztaszabolcs é uma cidade da Hungria, situada no condado de Fejér. Tem 51,67 km² de área e sua população em 2019 foi estimada em 5.845 habitantes.